# Trailed by Three

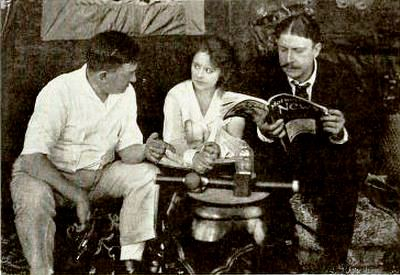
O diretor Perry N. Vekroff e os atores Frankie Mann e Stuart Holmes durante as filmagens de Trailed by Three.

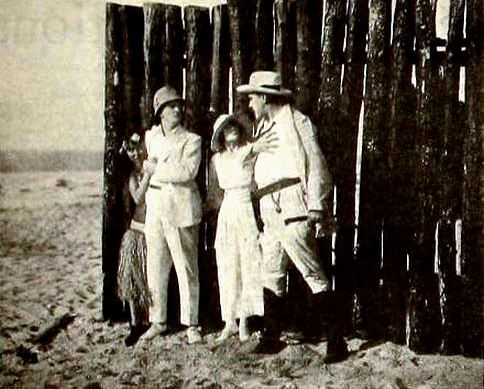
Cena do primeiro episódio do seriado.

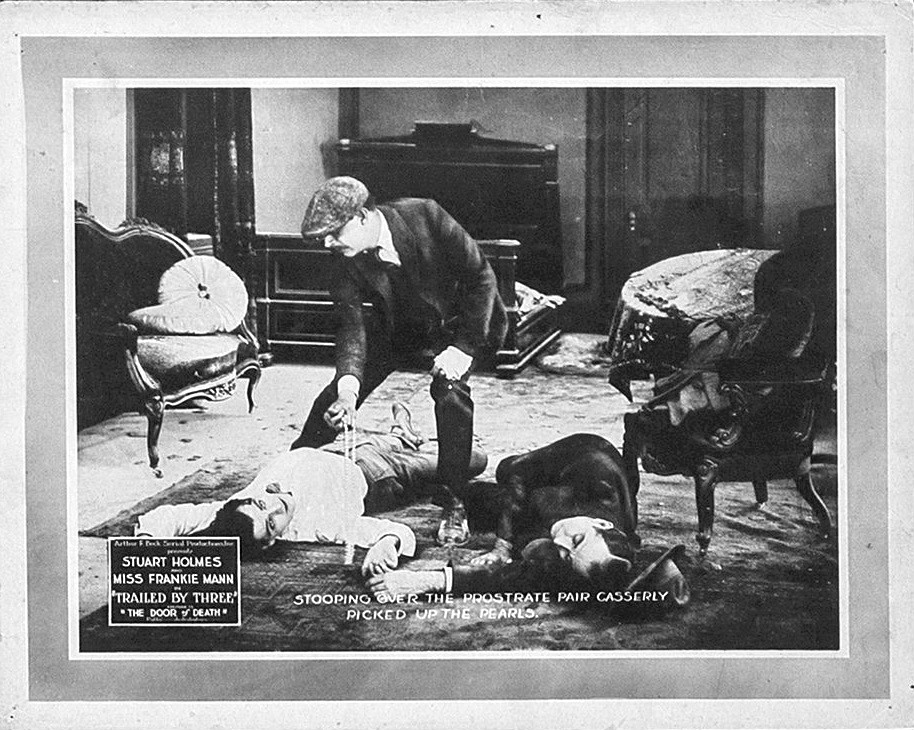
Cena do seriado Trailed by Three (1920)

Trailed by Three é um seriado estadunidense de 1920, gênero Western, dirigido por Perry N. Vekroff, em 15 capítulos, estrelado por Stuart Holmes e Frankie Mann. Único seriado produzido pela Arthur F. Beck Serial Productions[carece de fontes?], foi distribuído pela Pathé Exchange, e veiculou nos cinemas estadunidenses entre 4 de abril e 11 de julho de 1920.
Este seriado é considerado perdido.

## Sinopse
De um anúncio original: “A história de uma menina que, durante meses, esteva em perigo perpétuo; em terra, no mar, em toda parte, no oriente, no ocidente e antípodas. E por causa desse perigo e por ela escapar, é sempre emocionante e fornecerá montes de entretenimento para seus consumidores”.

## Elenco
- Stuart Holmes - Michael Casserly
- Frankie Mann - Jane Creighton
- Wilfred Lytell - Tom Carewe
- John Webb Dillon - Roscoe Trent
- John P. Wade - James Carewe
- William Welsh - Aboto
- Ruby Hoffman
- John Wheeler
- Ethel Kaye (creditada Ethel Key)
- Sam Kim

## Capítulos
1. The Mystery Pearls
2. Trapped in Chinatown
3. The Tyrant of the South Seas
4. The Prison Ship
5. Buried Alive
6. Wanted for Burglary
7. In the Pasha's House
8. The Fifteenth Wife
9. The Pasha's Revenge
10. The Slave Market
11. The Torture Trap
12. The Burning Fuse
13. The Door of Death
14. The Hidden Crime
15. The Reckoning

Fonte: 